# Márton Sík
Márton Sík (Szeged, 28 de enero de 1984) es un deportista húngaro que compitió en piragüismo en la modalidad de aguas tranquilas. Ganó 2 medallas en el Campeonato Mundial de Piragüismo, plata en 2006 y bronce en 2007, y 3 medallas de bronce en el Campeonato Europeo de Piragüismo entre los años 2006 y 2008.

## Palmarés internacional
| Campeonato Mundial | Campeonato Mundial       | Campeonato Mundial | Campeonato Mundial |
| Año                | Lugar                    | Medalla            | Competición        |
| ------------------ | ------------------------ | ------------------ | ------------------ |
| 2006               | Szeged (Hungría)         | Medalla de plata   | K4 500 m           |
| 2007               | Duisburgo (Alemania)     | Medalla de bronce  | K4 500 m           |
| Campeonato Europeo |                          |                    |                    |
| Año                | Lugar                    | Medalla            | Competición        |
| 2006               | Račice (República Checa) | Medalla de bronce  | K4 500 m           |
| 2007               | Pontevedra (España)      | Medalla de bronce  | K4 500 m           |
| 2008               | Milán (Italia)           | Medalla de bronce  | K4 200 m           |